# Lanques-sur-Rognon
Langues-sur-Rognon ist eine französische Gemeinde mit 212 Einwohnern (Stand: 1. Januar 2022) im Département Haute-Marne in der Region Grand Est. Sie gehört zum Kanton Nogent und zum Arrondissement Chaumont. Die Bewohner werden Lanquais und Lanquaises genannt.

## Lage
Sie ist umgeben von folgenden Nachbargemeinden:
|                 | Ageville                                    | Mennouveaux |
| Biesles         | Kompassrose, die auf Nachbargemeinden zeigt |             |
| Mandres-la-Côte |                                             | Nogent      |

## Bevölkerungsentwicklung
| Jahr                       | 1962 | 1968 | 1975 | 1982 | 1990 | 1999 | 2008 | 2018 |
| -------------------------- | ---- | ---- | ---- | ---- | ---- | ---- | ---- | ---- |
| Einwohner                  | 314  | 254  | 248  | 230  | 205  | 189  | 213  | 191  |
| Quellen: Cassini und INSEE |      |      |      |      |      |      |      |      |

## Sehenswürdigkeiten
- Kirche Saint-Rémy, seit 1928 als Monument historique eingeschrieben

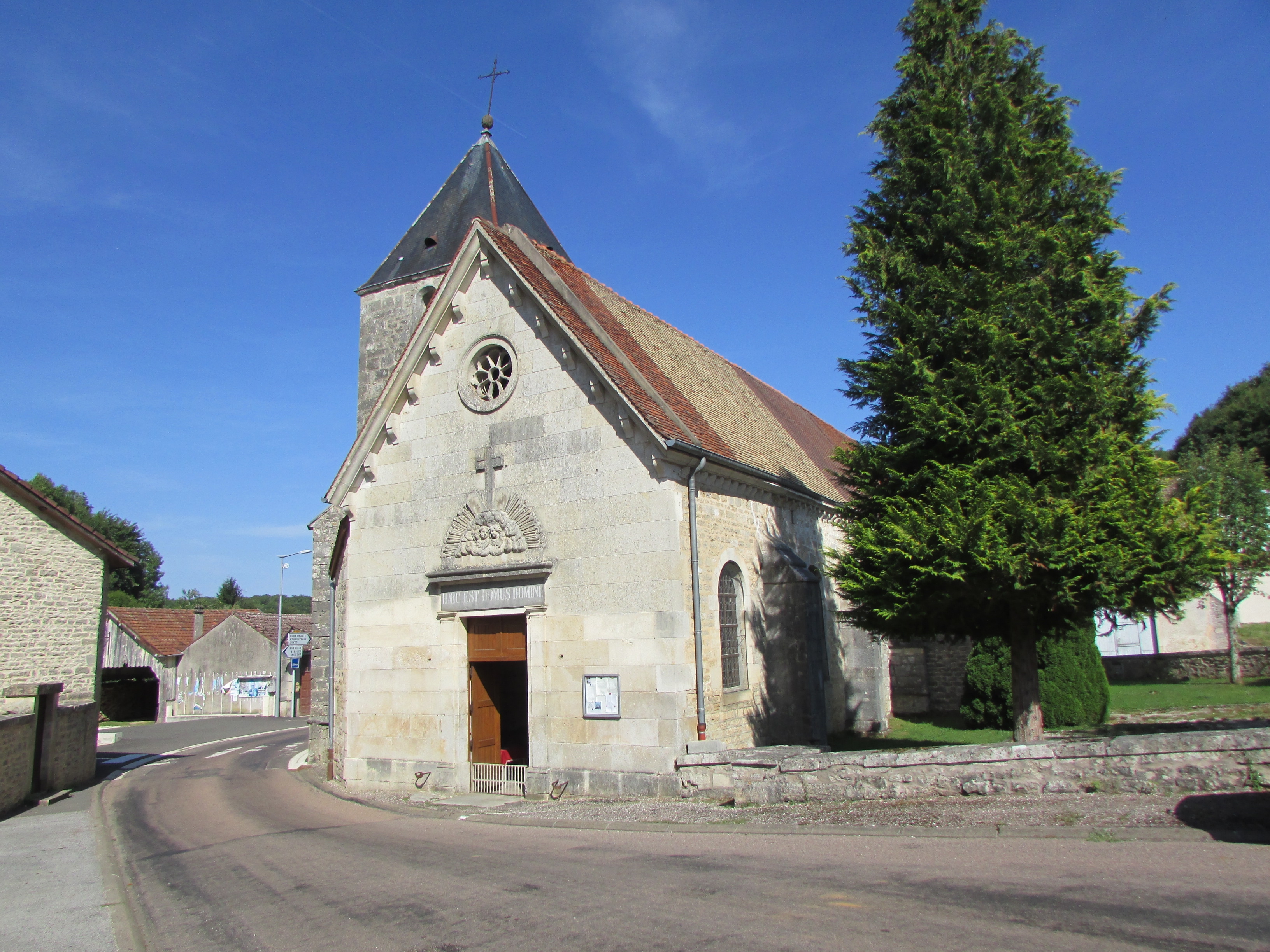
Kirche Saint-Rémy

- Siehe auch: Liste der Monuments historiques in Lanques-sur-Rognon